# Lederia obscuripennis
Lederia obscuripennis es una especie de coleóptero de la familia Tetratomidae.

## Distribución geográfica
Habita en Nepal.